# Кам'янка (Ізюмський район)
Ка́м'янка (в минулому — Стратилатівка) — село в Україні, у Ізюмській міській громаді Ізюмського району Харківської області. Населення до війни становило 1226 осіб. До 2019 орган місцевого самоврядування — Кам'янська сільська рада. Також до складу Кам'янської сільської ради входили інші населені пункти: Суха Кам'янка, Тихоцьке і Синичине. Відстань до райцентру становить близько 11 км і проходить автошляхом E40, із яким збігається М03.

## Географія
Село Кам'янка знаходиться на правому березі річки Сіверський Донець, вище за течією на відстані 2 км розташоване місто Ізюм, нижче за течією на відстані 5 км — село Синичине. Через село протікає річка Греківка, вище за течією якої зроблена велика загата (ставок Греківка). Через село проходить автомобільна дорога E40 (М03).

## Історія

### Археологічні дослідження

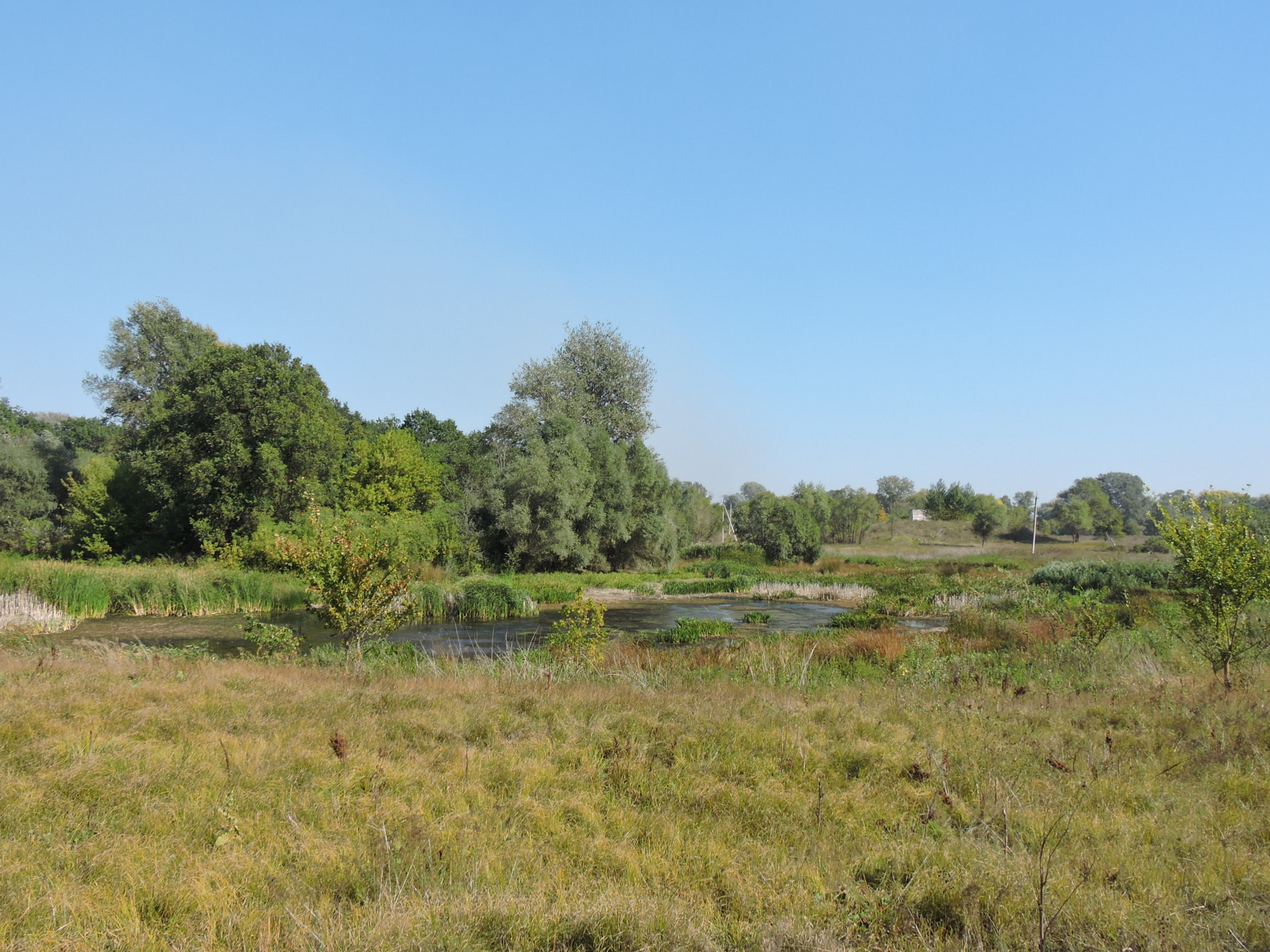
Поселення двошарове: доби бронзи та скіфське

На правому березі річки Сіверський Дінець, по долині якої протікає притока Кам'янка розташоване село Кам'янка, що в минулому довгий час називалося Стратилатівка. В давні часи на території села перебували племена гуннів, скіфів, половців. Учений-археолог В. Городців, проводячи розкопки в 1901 році на території між Ізюмом та Слов'янськом, знайшов сліди багатьох культур — від кам'яного періоду до татарської навали. Кургани, кам'яні баби, наявність специфічних для пізніх кочівників поховань дозволили йому зробити висновок, що на даній території в ХІ — ХІІ сторіччі жили половці. До аналогічних висновків дійшов і професор Сібільов, який проводив розкопки в 20-30 рр. XX ст. За припущенням вчених, багатотисячна дружина князя Ігоря йшла долиною річки Кам'янки в похід на половців. Саме в цій місцевості з'явилися і перші заселення Дикого Поля (XVII—XVIII ст.). Збереглася з тих часів назва байраку Сторожево, ймовірно отримана від назви розташованого колись сторожового поста.

### Економічний розвиток
1707 рік — дата заснування. Початково це був просто двір біля гирла річки Кам'янка.
У 1797 році російський імператор Павло І подарував Андрію Афанасійовичу Самборському село Кам'янку з трьома тисячами селян та угіддями, розташованому на восьми тисячах десятин землі. На честь доньки Софії той збудував кам'яний храм за проєктом Софіївської церкви у Царському Селі. Паралельно з храмом будував лікарню, притулок для вдів і сиріт, початкову школу, солдатський шпиталь. Створений ним крупний племінний завод іспанських мериносів дав поштовх до розвитку тонкорунного вівчарства.

### Історія села у XXст.
Під час Визвольних змагань село кілька разів переходило із рук в руки. У 1923 році було проведено примусову колективізацію та створено артіль «Сторожеярівську» із 60 дворів.
Під час організованого московською владою Голодомору 1932—1933 років померло щонайменше 144 жителі села.
У роки Другої світової війни німці перебували на території села 645 днів. У серпні 1943 року радянську владу було поновлено[джерело?].
12 червня 2020 року, розпорядженням Кабінету Міністрів України № 725-р «Про визначення адміністративних центрів та затвердження територій територіальних громад Харківської області», увійшло до складу Ізюмської міської громади.
19 липня 2020 року, в результаті адміністративно-територіальної реформи та ліквідації Ізюмського району (1923—2020), село увійшло до складу новоутвореного Ізюмського району.

### Російсько-українська війна
З перших днів повномасштабного вторгнення російської армії в Україну в селі відбувались запеклі бої. Внаслідок боїв не залишилось жодного вцілілого будинку. А у підвалах просто серед лахміття лежали тіла вбитих мешканців. Російські окупанти раніше квітуче село зробили абсолютно непридатним до життя. Звільнене в ході контрнаступу українських сил восени 2022 року. У січні 2023 року поліцейські виявили російські нерозірвані боєприпаси: 2 міни, 5 пострілів від гранатометів, 8 ручних гранат, 6 снарядів калібру 100 мм.

## Населення
Згідно з переписом УРСР 1989 року, чисельність наявного населення села становила 1299 осіб, з яких 576 чоловіків та 723 жінки.
За переписом населення України 2001 року, в селі мешкало 1207 осіб.

### Мова
Розподіл населення за рідною мовою за даними перепису 2001 року:
| Мова       | Відсоток |
| ---------- | -------- |
| українська | 94,62 %  |
| російська  | 5,22 %   |

## Економіка
- Молочно-товарна ферма.
- Рибне господарство «ІЗЮМРИБА», СЗАТ.
- Ізюмський завод будматеріалів, ЗАТ.

## Об'єкти соціальної сфери
- Клуб.
- Стадіон.
- Школа.

## Пам'ятки
- Відслонення верхньо- і среднеюрских відкладів. На лівому березі р. Греківка в обривах висотою до 50 м відслонюються щільні строкаті глини, які відносяться до кимериджського ярусу, оолітові та черепашкові вапняки келловейського і оксфордського ярусів (верхня юра), що містять велику кількість залишків фауни (брахіопод, пелеципод, амонітів, коралів, голок морських їжаків, а також залишки водоростей), під ними залягають гравеліти келловейського ярусу. Нижче відслонюються зеленувато-сірі туфогенні пісковики та глини з рослинними залишками, виділені Л. Ф. Лунгерсгаузеном в Кам'янську свиту батского ярусу (середня юра)[11].

## Відомі люди
- Самборський Андрій Афанасійович — народився 1732 році в селі Микитівка на Харківщині в родині священика. Закінчив Київську духовну академію, з часом став священиком посольської церкви в Лондоні. Може, так би і пішов він церковною стежкою, якби надто не захоплювався агрономією. Він настільки цим захоплювався, що повертаючись на батьківщину, привіз із собою удосконалене сільськогосподарське знаряддя, насіння, свиней, домашніх птахів. А. А. Самборського обрали членом експедиції сільського господарства. У 1781 році він, як член почту наступника престолу, подорожує Європою. Імператором Павлом І був нагороджений орденом Святої Анни І ступеня та обраний духівником великої княгині Олександри. Після смерті княгині, Андрій Самборський вийшов у відставку і переїхав до Кам'янки. Свої володіння він побачив у занедбаному стані і з того часу почалося відродження села. 5 жовтня 1815 року Андрій Афанасійович помер.[12]

У бою з проросійськими терористами біля села загинули:
- 29 травня 2014 року — Володимир Ісадченко — старший солдат 16 ПОГП НГУ Міністерства внутрішніх справ України.

В ході боїв за село під час широкомасштабного вторгнення Росії загинули:
- 16 березня 2022 року — Павлік Руслан Юрійович (1998—2022) — старший солдат 90 ОАеМБ Збройних Сил України.
- 16 березня 2022 року — Гаврилюк Ярослав Олександрович (1998—2022) — солдат Збройних Сил України.
- 20 березня 2022 року — Качинський Владислав Євгенович — солдат 95 ОДШБр Збройних Сил України, учасник російсько-української війни.
- 25 березня 2022 року — Рудь Михайло Борисович (1988—2022) — сержант 95 ОДШБр Збройних Сил України, учасник російсько-української війни.
- 26 березня 2022 року — Покутній Анатолій Сергійович (1993—2022) — солдат 95 ОДШБр, учасник російсько-української війни.